# Administration territoriale de la Capitale-Nationale
Le palier supra-local de l'administration territoriale de la Capitale-Nationale regroupe 6 municipalités régionales de comté et un territoire équivalent.
Le palier local est constitué de 59 municipalités locales, 9 territoires non organisés et d'une réserve indienne pour un total de 69 municipalités.

## Palier supra-local
| Nom                      | Chef-lieu                         | Population 2021 | Superficie terrestre km2 | Densité hab./km2 |
| ------------------------ | --------------------------------- | --------------- | ------------------------ | ---------------- |
| Agglomération de Québec* | Québec                            | 588 777         | 548,72                   | 1 073            |
| Charlevoix               | Baie-Saint-Paul                   | 13 371          | 3 763,22                 | 3,55             |
| Charlevoix-Est           | Clermont                          | 15 409          | 2 957,4                  | 5,21             |
| L'Île-d'Orléans          | Sainte-Famille-de-l'Île-d'Orléans | 6 817           | 268,5                    | 25,39            |
| La Côte-de-Beaupré       | Château-Richer                    | 30 240          | 5 027,8                  | 6,01             |
| La Jacques-Cartier       | Shannon                           | 47 813          | 3 321,2                  | 14,4             |
| Portneuf                 | Cap-Santé                         | 31 095          | 18 713,7                 | 1,66             |
| Région                   | Région                            | 757 950         | 18 643,63                | 40,65            |

## Palier local

### Municipalités locales
| Nom                                      | Désignation                  | Superficie km2 | Population 2021 | MRC                     | Code    |
| ---------------------------------------- | ---------------------------- | -------------- | --------------- | ----------------------- | ------- |
| Baie-Sainte-Catherine                    | Municipalité                 | 416,9          | 184             | Charlevoix-Est          | 2415065 |
| Baie-Saint-Paul                          | Ville                        | 563,7          | 7 371           | Charlevoix              | 2416013 |
| Beaupré                                  | Ville                        | 26,9           | 4 117           | La Côte-de-Beaupré      | 2421025 |
| Boischatel                               | Municipalité                 | 21,5           | 8 231           | La Côte-de-Beaupré      | 2421045 |
| Cap-Santé                                | Ville                        | 69,8           | 3 594           | Portneuf                | 2434030 |
| Château-Richer                           | Ville                        | 243,8          | 4 425           | La Côte-de-Beaupré      | 2421035 |
| Clermont                                 | Ville                        | 52,3           | 3 065           | Charlevoix-Est          | 2415035 |
| Deschambault-Grondines                   | Municipalité                 | 152            | 2 235           | Portneuf                | 2434058 |
| Donnacona                                | Ville                        | 37,3           | 7 436           | Portneuf                | 2434025 |
| Fossambault-sur-le-Lac                   | Ville                        | 13,8           | 2 327           | La Jacques-Cartier      | 2422010 |
| L'Ancienne-Lorette                       | Ville                        | 7,7            | 16 970          | Agglomération de Québec | 2423057 |
| L'Ange-Gardien                           | Municipalité                 | 53,4           | 3 842           | La Côte-de-Beaupré      | 2421040 |
| L'Isle-aux-Coudres                       | Municipalité                 | 97,1           | 1 116           | Charlevoix              | 2416023 |
| Lac-Beauport                             | Municipalité                 | 64             | 8 164           | La Jacques-Cartier      | 2422040 |
| Lac-Delage                               | Ville                        | 2,1            | 771             | La Jacques-Cartier      | 2422030 |
| Lac-Saint-Joseph                         | Ville                        | 42,1           | 272             | La Jacques-Cartier      | 2422015 |
| Lac-Sergent                              | Ville                        | 5,6            | 541             | Portneuf                | 2434120 |
| La Malbaie                               | Ville                        | 459,34         | 8 235           | Charlevoix-Est          | 2415013 |
| Les Éboulements                          | Municipalité                 | 156,6          | 1 465           | Charlevoix              | 2416048 |
| Neuville                                 | Ville                        | 94,4           | 4 475           | Portneuf                | 2434007 |
| Notre-Dame-des-Anges                     | Municipalité de paroisse     | 0,04           | 241             | Agglomération de Québec | 2423015 |
| Notre-Dame-des-Monts                     | Municipalité                 | 57,5           | 789             | Charlevoix-Est          | 2415025 |
| Petite-Rivière-Saint-François            | Municipalité                 | 150,2          | 953             | Charlevoix              | 2416005 |
| Pont-Rouge                               | Ville                        | 123,4          | 10 121          | Portneuf                | 2434017 |
| Portneuf                                 | Ville                        | 117,1          | 3 329           | Portneuf                | 2434048 |
| Québec                                   | Ville                        | 485,18         | 549 459         | Agglomération de Québec | 2423027 |
| Rivière-à-Pierre                         | Municipalité                 | 535,1          | 625             | Portneuf                | 2434135 |
| Saint-Aimé-des-Lacs                      | Municipalité                 | 96,9           | 1 158           | Charlevoix-Est          | 2415030 |
| Saint-Alban                              | Municipalité                 | 159,1          | 1 196           | Portneuf                | 2434097 |
| Saint-Augustin-de-Desmaures              | Ville                        | 105            | 19 907          | Agglomération de Québec | 2423072 |
| Saint-Basile                             | Ville                        | 98,5           | 2 709           | Portneuf                | 2434038 |
| Saint-Casimir                            | Municipalité                 | 68,1           | 1 449           | Portneuf                | 2434078 |
| Sainte-Anne-de-Beaupré                   | Ville                        | 68,1           | 2 888           | La Côte-de-Beaupré      | 2421030 |
| Sainte-Brigitte-de-Laval                 | Ville                        | 110,4          | 8 468           | La Jacques-Cartier      | 2422045 |
| Sainte-Catherine-de-la-Jacques-Cartier   | Ville                        | 122,7          | 8 442           | La Jacques-Cartier      | 2422005 |
| Sainte-Christine-d'Auvergne              | Municipalité                 | 149,5          | 617             | Portneuf                | 2434105 |
| Sainte-Famille-de-l'Île-d'Orléans        | Municipalité                 | 50,7           | 850             | L'Île-d'Orléans         | 2420010 |
| Sainte-Pétronille                        | Municipalité de village      | 4,3            | 1 055           | L'Île-d'Orléans         | 2420030 |
| Saint-Ferréol-les-Neiges                 | Municipalité                 | 84,6           | 3 806           | La Côte-de-Beaupré      | 2421010 |
| Saint-François-de-l'Île-d'Orléans        | Municipalité                 | 102,8          | 536             | L'Île-d'Orléans         | 2420005 |
| Saint-Gabriel-de-Valcartier              | Municipalité                 | 441            | 3 223           | La Jacques-Cartier      | 2422025 |
| Saint-Gilbert                            | Municipalité de paroisse     | 37,4           | 283             | Portneuf                | 2434060 |
| Saint-Hilarion                           | Municipalité de paroisse     | 101            | 1 146           | Charlevoix              | 2416050 |
| Saint-Irénée                             | Municipalité de paroisse     | 131,8          | 678             | Charlevoix-Est          | 2415005 |
| Saint-Jean-de-l'Île-d'Orléans            | Municipalité                 | 43,5           | 1 026           | L'Île-d'Orléans         | 2420015 |
| Saint-Joachim                            | Municipalité de paroisse     | 35,1           | 1 427           | La Côte-de-Beaupré      | 2421020 |
| Saint-Laurent-de-l'Île-d'Orléans         | Municipalité                 | 35             | 1 607           | L'Île-d'Orléans         | 2420020 |
| Saint-Léonard-de-Portneuf                | Municipalité                 | 146,4          | 2 530           | Portneuf                | 2434115 |
| Saint-Louis-de-Gonzague-du-Cap-Tourmente | Municipalité de paroisse     | 0,42           | 0               | La Côte-de-Beaupré      | 2421015 |
| Saint-Marc-des-Carrières                 | Ville                        | 17,6           | 2 901           | Portneuf                | 2434065 |
| Saint-Pierre-de-l'Île-d'Orléans          | Municipalité                 | 32,2           | 1 743           | L'Île-d'Orléans         | 2420025 |
| Saint-Raymond                            | Ville                        | 693,6          | 11 108          | Portneuf                | 2434128 |
| Saint-Siméon                             | Municipalité                 | 412,3          | 1 139           | Charlevoix-Est          | 2415058 |
| Saint-Thuribe                            | Municipalité de paroisse     | 51             | 298             | Portneuf                | 2434085 |
| Saint-Tite-des-Caps                      | Municipalité                 | 129,8          | 1 504           | La Côte-de-Beaupré      | 2421005 |
| Saint-Ubalde                             | Municipalité                 | 147,4          | 1 456           | Portneuf                | 2434090 |
| Saint-Urbain                             | Municipalité de paroisse     | 334,83         | 1 320           | Charlevoix              | 2416055 |
| Shannon                                  | Ville                        | 64,8           | 6 432           | La Jacques-Cartier      | 2422020 |
| Stoneham-et-Tewkesbury                   | Municipalité de cantons unis | 682,2          | 9 682           | La Jacques-Cartier      | 2422035 |
| Total                                    |                              | 7 484,1        | 757 756         |                         |         |

### Territoires non organisés
| Nom                 | Superficie km2 | Population 2021 | MRC                | Code géographique |
| ------------------- | -------------- | --------------- | ------------------ | ----------------- |
| Lac-Blanc           | 567,8          | 0               | Portneuf           | 2434902           |
| Lac-Croche          | 1 772,6        | 0               | La Jacques-Cartier | 2422902           |
| Lac-Jacques-Cartier | 4 286,4        | 0               | La Côte-de-Beaupré | 2421904           |
| Lac-Lapeyrère       | 391,9          | 0               | Portneuf           | 2434906           |
| Lac-Pikauba         | 2 512,5        | 0               | Charlevoix         | 2416902           |
| Linton              | 463,1          | 10              | Portneuf           | 2434904           |
| Mont-Élie           | 882            | 51              | Charlevoix-Est     | 2415902           |
| Sagard              | 211,8          | 110             | Charlevoix-Est     | 2415904           |
| Sault-au-Cochon     | 70,3           | 0               | La Côte-de-Beaupré | 2421902           |
| Total               | 11 158,4       | 194             |                    |                   |

### Réserve indienne
| Nom     | Superficie km2 | Population 2021 | Division de recensement-Canada | Code géographique |
| ------- | -------------- | --------------- | ------------------------------ | ----------------- |
| Wendake | 1,64           | 2 200           | Québec                         | 2423802           |